# Aegialites gracilis
Aegialites gracilis es una especie de coleóptero de la familia Salpingidae.

## Distribución geográfica
Habita en Rusia.